# انبجار

في أي انفجار (بالأعلى)، تتشتت اجزاء الجسم إلى الخارج. في حالة الانبجار (أسفل)، ينهار الشيء على نفسه من الخارج إلى الداخل.

الانبجار أو الانخساف أو الانفجار نحو الداخل أو الانفجار إلى الداخل (بالإنجليزية: Implosion)‏ هو عملية تتعرض فيها الأشياء نتيجة انهيارها داخليًا أو تعرضها لضغط من خارجها إلى داخلها. على عكس الانفجار، يركز الانبجار على المادة والطاقة. غالبًا ما يتضمن الانبجار اختلافًا بين الضغط الداخلي (الأدنى) والخارجي (الأعلى)، أو القوى الظاهرة والباطنة، يكون كبيرًا جدًا بحيث تنهار البنية من الداخل من تلقاء نفسها.[بحاجة لمصدر] ومن أمثلة الانبجار هذه الغواصة التي تحطمت من الخارج نتيجة للضغط الهيدروستاتيكي للمياه المحيطة.

## أمثلة على الانبجار

### الأسلحة النووية
في القنبلة الذرية يكون تكوين كرة من البلوتونيوم أو اليورانيوم من جزئين، كل جزء منهما تكون كتلته أقل من الكتلة الحرجة (كتلة الانفجار)، وعند الانفجار تجتمع الكتلتين وتلتحمان ببعضهما البعض بسرعة فائقة (انبجار) فتتكون بذلك الكتلة الحرجة آنيا ويحدث الانفجار.
طريقة أخرى للقنبة الذرية وهي صناعة كرة مسامية من اليورانيوم-235، وتحيطها عبوات من مادة ناسفة في ترتيب كروي. وتنفجر القنبلة النووية عند انفجار العبوات الناسفة حولها، فتصغر حجما لكونها كانت مسامية في الأصل، وتتحول إلى الكتلة الحرجة وتنفجر في الحال.
في بعض أنواع الأسلحة النووية الحرارية، تُستخدم الطاقة الناجمة من هذا الانفجار فيما بعد لتفجير كبسولة وقود الاندماج إلى الداخل قبل إشعالها، مما يسبب تفاعل الانصهار (انظر تصميم القنبلة الهيدروجينية تيلر-أولام). بوجه عام، يُعرف استخدام الإشعاع لتفجير أي شيء من الداخل، كما هو الحال في القنبلة الهيدورجينية أو في الليزر الموجه من الاندماج في محفظة القصور الذاتي باسم الانبجار الإشعاعي.

### جريان الموائع
ينطوي التكهف على عملية انبجار. عندما تتشكل فقاعات التكهف في صورة سائل (على سبيل المثال، عن طريق مروحة المياه عالية السرعة)، فعادة ما تنهار وتنفجر هذه الفقاعة من الداخل عن طريق السائل المحيط.
وقد استخدم فيكتور شوبيرجير (Viktor Schauberger) مصطلح الانبجار لوصف عملية الشفط التي تسبب انتقال المادة للداخل، وليس للخارج كما هو الحال في الانفجار. ومع ذلك، فإن الحركة (المندفعة نحو المركز لا تسلك مسارًا (إشعاعيًا) مباشرًا حين تتجه للمركز؛ ولكنها تسلك طريقًا حلزونيًا ودورانيًا. ويسمى ذلك بالدوامة. ويعد هذا الاستخدام أحد انفرادات شوبيرجير، الذي لم تلقَ نظرياته قبولًا كبيرًا من العلماء.

### الفيزياء الفلكية
إن الانبجار هو جزء أساسي من الانهيار الجذبي لـ النجوم الكبيرة، التي قد تؤدي إلى إنشاء مستعر أعظم ونجوم نيوترونية وثقوب سوداء.
في العادة يتواجد تعادل للقوى الخارجية والقوى الداخلية في النجم. القوة المؤثرة من الخارج إلى الداخل ناتجة عن الثقالية ، وتعادلها من الداخل قوة الضغط الداخلي بسبب التفاعلات النووية في قلب النجم (أو الشمس). الوقود هو الهيدروجين بصفة أساسية . يظل النجم مضيئا اثناء تعادل هاتان القوتان. ويظل النجم يحوّل الهيدروجين إلى هيليوم ويستمد من هذا التفاعل الإندماجي طاقة إضاءته. عندما يشرف الهيدروجين على الانتهاء ويقل الضغط الاشعاعي في قلب النجم ولا يستطيع مقاومة ضغط الثقالية فينكفيء النجم عل نفسه في عملية انبجار ويحدث انفجار في هيئة مستعر أعظم.

### تدمير الهيكل المتحكم
قد تتقلص الأبنية الكبيرة التي تكون من هياكل ذات أنواع مختلفة مثل حجارة البناء أو الهيكل المعدني أو الخرسانة المسلحة إلى كومة من الركام يمكن إزالتها بسهولة عن طريق تدمير العناصر الداعمة بواسطة الانفجارات المتتالية والمحصورة. الهدف من ذلك هو حصر المواد في مناطق محدودة، وفي الغالب لتجنب حدوث أضرار للهياكل المجاورة. تنطوي التقنية على إصدار رسوم الهدم في فترات محددة للجاذبية لتتسبب في سقوط مركز البناء عموديًا بينما يتم سحب الأجزاء في آن واحد للداخل، وهي عملية غالبًا ما توصف بطريقة خاطئة على أنها انبجار.

### أنبوب أشعة الكاثود وانبجار المصباح الفلوري
جميع أنابيب أشعة الكاثود تكون مفرغة من الهواء. في حالة تلف الزجاج المغلف الخارجي، قد يحدث انبجار خطير. نتيجة لقوة هذا الانبجار، قد تنفجر قطع الزجاج للخارج بسرعات خطيرة. بينما تحتوي أنابيب أشعة الكاثود الحديثة المستخدمة في أجهزة التلفاز وشاشات الكمبيوتر على لوحات أمامية مربوطة بالأيبوكسي أو تتضمن تدابير أخرى لمنع انشطار المغلف، فإنه يجب التعامل بحرص وعناية مع أنابيب أشعة الكاثود التي تتم إزالتها من الأجهزة لتجنب الإصابة الشخصية.

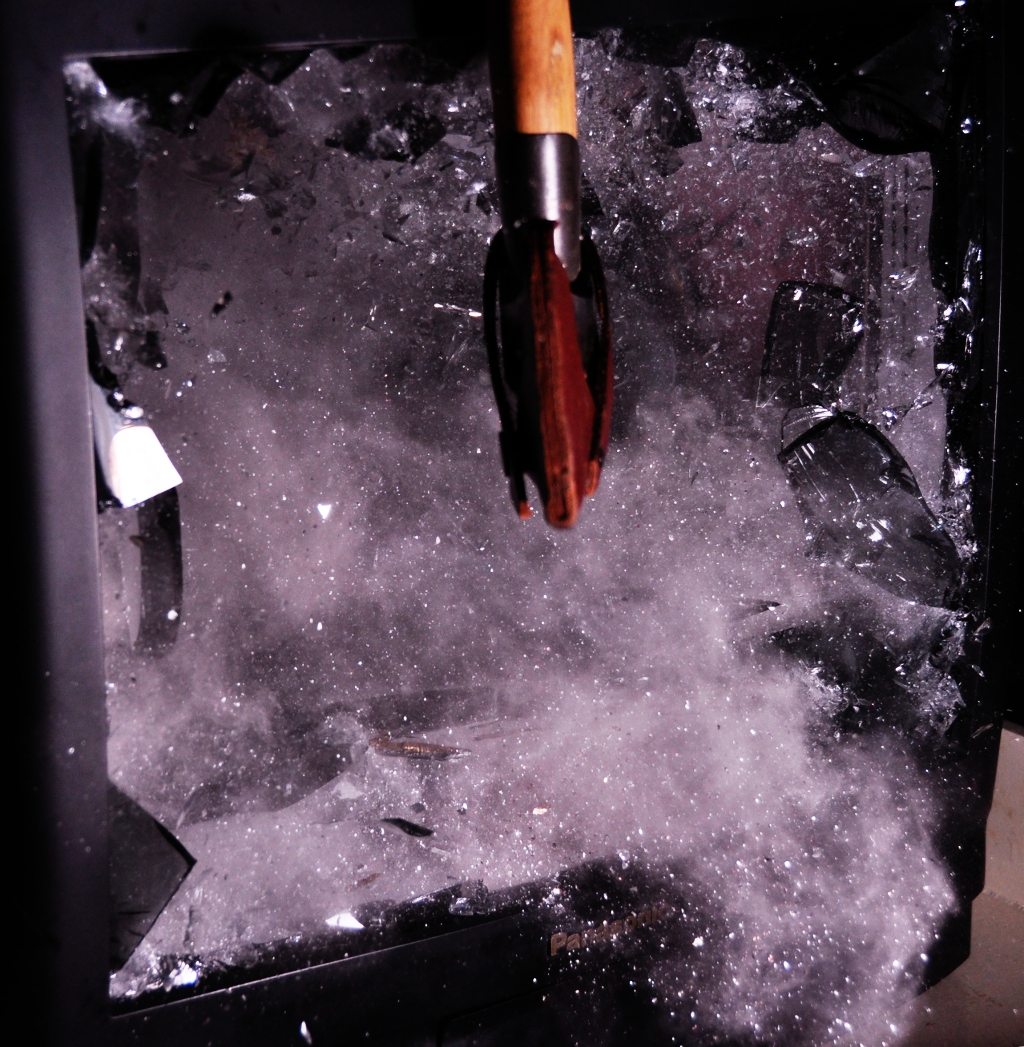
الانفجار الداخلي لأنبوب أشعة كاثود تم تصويرها بوميض فجوة الهواء ذات السرعة العالية

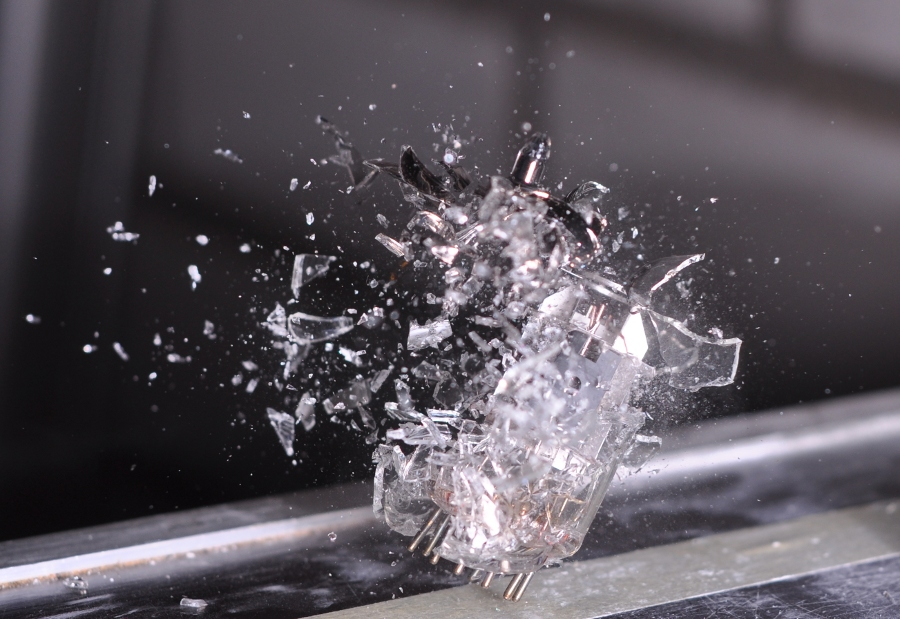
انهيار أنبوب مُفرغ، تم تصويره بوميض فجوة الهواء

## وصلات خارجية
- Converging Shock Waves